# Oorlogswinter (televisieserie)
Oorlogswinter is een dertiendelige televisieserie die gebaseerd is op het gelijknamige boek van Jan Terlouw. De serie werd van 2 oktober tot en met 25 december 1975 uitgezonden door de VARA.

## Verhaal
Het verhaal gaat over de zestienjarige Michiel, die in de laatste winter van de Tweede Wereldoorlog leeft. Eerst is hij alleen toeschouwer, maar hij wordt meer en meer verzetsman.

## Rolverdeling
- Paul Röttger als Michiel van Beusekom
- Ton Lensink als Oom Ben
- Peter Winter als Jack
- Gees Linnebank als Dirk Knopper
- Leontien Ceulemans als Erica van Beusekom
- Lies Franken als moeder van Beusekom
- Piet Kamerman als Schafter
- Andrea Domburg als barones Weddik Wansfeld
- André van den Heuvel als Jan van Beusekom
- Onno Molenkamp als secretaris van de burgemeester
- Joost Prinsen als Bertus Hardhorend
- Bram van der Vlugt als dominee
- Jan Borkus  als wethouder Kleiweg
- Arnold Gelderman als wachtcommandant
- Pim Dikkers als ortskommandant
- Tim Beekman als Duitse sergeant
- Johan te Slaa als Visser
- Wieteke van Dort als juffrouw Harder

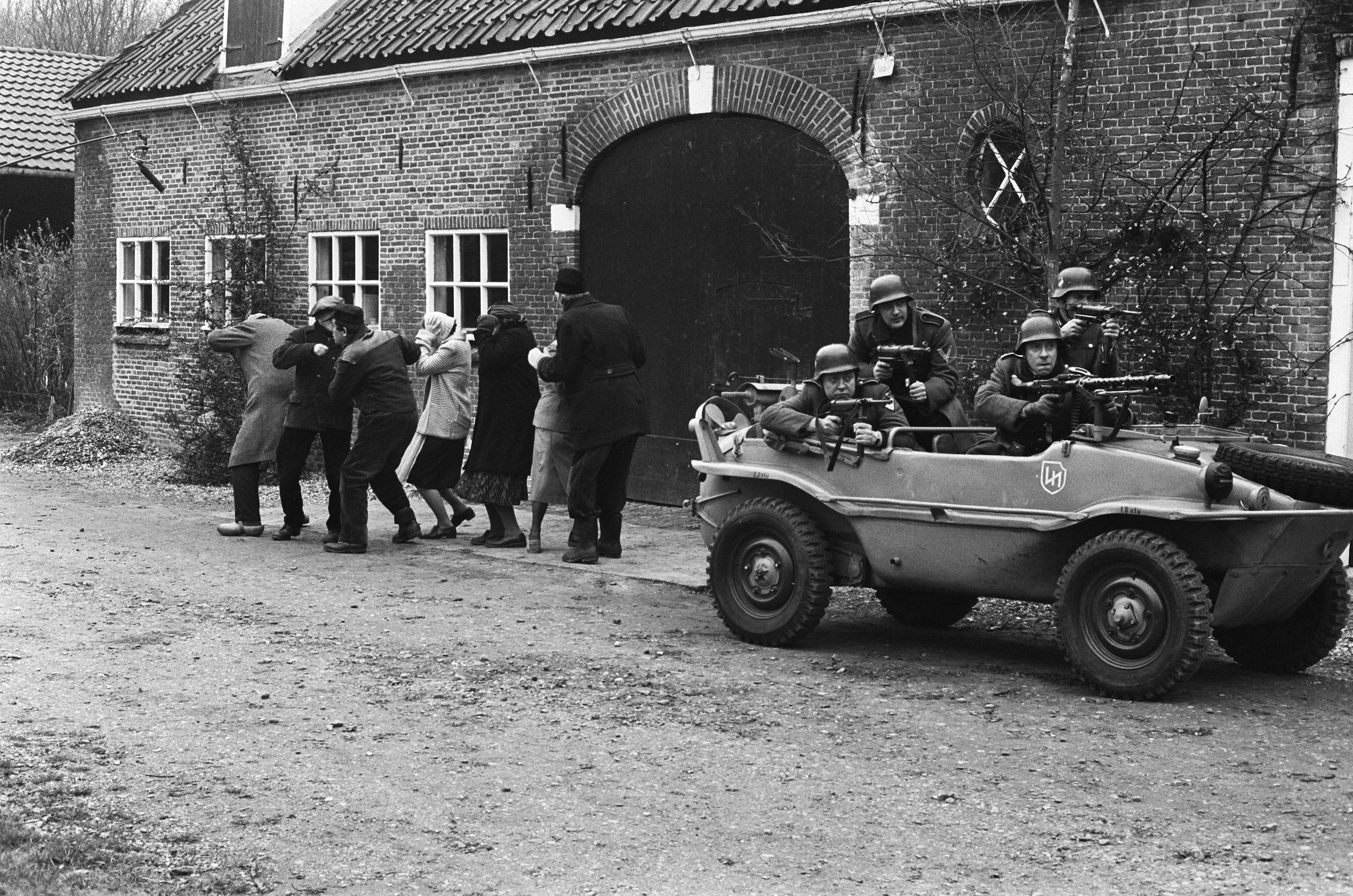
Opnames in Laag Zuthem.

## Trivia
Omdat het dorp in het boek (Vlank) niet in werkelijkheid bestaat, is men op zoek gegaan naar een dorp dat het meest aan de beschrijvingen in het boek voldeed. Dit is het Overijsselse Zalk geworden. Een deel van de opnames werd gemaakt op havezate Den Alerdinck.